# Calabasas Pro Tennis Championships 2008
Il Calabasas Pro Tennis Championships 2008 è stato un torneo di tennis facente parte della categoria ATP Challenger Series nell'ambito dell'ATP Challenger Series 2008. Il torneo si è giocato a Calabasas negli Stati Uniti dal 13 al 19 ottobre 2008 su campi in cemento e aveva un montepremi di $50 000.

## Vincitori

### Singolare
Vincent Spadea ha battuto in finale  Sam Warburg con il punteggio di 7–6(5), 6–4

### Doppio
Ilija Bozoljac /  Dušan Vemić hanno battuto in finale  Somdev Devvarman /  Nathan Healey con il punteggio di 1–6, 6–3, [13–11]